# 曼德維爾 (密蘇里州)
曼德維爾（英語：Mandeville）是位於美國密蘇里州卡羅爾縣的非建制地區。

## 歷史
曼德維爾的郵局於1854年設立，其後於1903年停運。

## 地理
曼德維爾所處的海拔為高於海平面295米（即968英呎），而該地所採用的時區為UTC-6，即北美中部時區（CST）。同時該地設有夏令時間，為UTC-6調快一小時，即UTC-5（CDT）。